# 西牟田氏
西牟田氏（にしむたし）は、鎌倉時代以来の筑後国の豪族。鎌倉時代は地頭職、室町時代は国人領主、戦国時代は戦国大名（5万石から6万石）で西牟田城主であった。
薩摩にも島津義久の弟・島津金吾歳久を祖とする日置島津家の家臣に西牟田氏があるが、これは現在の鹿児島県薩摩川内市の西牟田付近に勢力を持った別系統の氏族である。
『筑後国豪族旧家系図』の西牟田系図（佐賀藩西牟田家に伝わるもの）によると筑後の西牟田氏は、天児屋根命から21世の中臣鎌足、それから15代を経た松殿家一門の権中納言藤原家房の子である讃岐守家直を始祖としている。なお近代に中牟田倉之助海軍中将を出し、華族の子爵家となった中牟田家は家直の弟家重を祖とすると伝わる。
4代家綱以降の当主は、代々「彌次郎」を名乗った。また、実名には「家」、僧名には「西」の字を共通して用いている。

## 出自伝承
太田亮は、西牟田氏の出自については諸説あるとして、以下の「藤原姓宇都宮氏族説」「藤姓上妻氏族説」「筑後宇都宮族説」「少貮氏族説」を挙げている。

### 藤原姓宇都宮氏族説
西牟田氏の出自について、杉山正仲の『校訂筑後志』は藤原姓「宇都宮氏」としている。宇都宮氏は、藤原兼家の三男・道兼の子孫である。しかし、西牟田氏の系図では、西牟田氏は兼家の長男・道隆の子孫となっているので、藤原姓ではあるが「宇都宮氏」ではない。
西牟田氏の系図は、①生葉郡大石村庄屋（西牟田氏の流れを汲む彌吉氏）家蔵のもの（矢野一貞の『校訂筑後国史』に収録）、②佐賀藩西牟田家に伝わるもの（『筑後国豪族旧家系図』などに収録）の二点がよく知られている。
これらはいずれも西牟田氏の始祖である藤原家直を、藤原北家流で関白藤原道隆の後裔としている。
また、①の系図では、その3代後の西牟田彌次郎家綱入道藤原行西は、嘉禎年中（1235～38）に、豆州三島より三瀦郡西牟田村に（地頭として）赴任し、村の名前を取って「西牟田氏」を名乗ったとされている。
筑後市西牟田にある寛元寺や三潴郡蛭池村の三島明神などの社寺の正式な「縁起」「開基帳」にも同様の内容が記されている。
②の系図では、初代家直の時に筑後国西牟田之邑へ下向したこととなっていて、①の系図と比べると九州へ移った時期が相当早い。

### 藤姓上妻氏族説
上妻氏の系図の吉田三郎家基と西牟田系図の吉田三郎家實を同一人物とし、西牟田氏、上妻氏、吉田氏（いずれも藤原氏後裔と称す）を一族と考える説。

### 筑後宇都宮族説
一本宇都宮系図（宇都宮氏は藤原氏裔）に「壹岐守義久ー久種（酒見弾正左衛門、西牟田）また久種の兄家久（犬塚刑部太夫）ー家虎（山城守）ー家種（兵部少輔、西牟田）とあるを以て、西牟田氏を宇都宮氏庶流と考える説。

### 少貮氏族説
筑後領主附の一本に、西牟田氏は「少貮末」とあり、また別の一本に「蒲池末」とあるを以て、西牟田氏を少貮氏や蒲池氏（いずれも藤原氏後裔を称す）と同族であったとする説。

### 藤原姓以外の可能性
『久留米市史』では、西牟田彌次郎家綱（行西）を仁治2年（1241年）の「三瀦荘領家下文」にある「西牟田村名主行西」と同一人物であるとし、行西は、鎌倉幕府の命を受けて西牟田村の地頭として赴任したのではなく、もともと三潴郡に土着していた武士が西牟田村の「本名主」として所領を安堵され、鎌倉幕府の成立に伴って地頭（小地頭）に任命された可能性を指摘している。
しかし、東国出身者であっても地方に土着した後に「小地頭」に任命された例があるので、これだけをもって東国下向説を否定することはできない。
佐賀藩西牟田系図も、西牟田氏の初代は家綱（行西）ではなく、その三代も前の讃岐守家直としており、筑後国への下向を鎌倉幕府の成立前としている。
西牟田氏の九州下向の伝承については賛否両論があり、他の多くの地方豪族の伝承と同様に真偽の程は不明である。

## 歴史

### 鎌倉時代

#### 西牟田彌次郎家綱（行西）の西牟田村赴任
西牟田氏は藤原北家流で関白藤原道隆の後裔とされ、西牟田彌次郎家綱入道藤原行西が、幕府の命を受けて嘉禎年中（1235-1238）、豆州三島より筑後国三瀦郡西牟田村に地頭として来住し、堡を築き、村の名前の「西牟田」を以て称号としたという。
筑後市西牟田の寛元寺は、西牟田入道行西の願によって寛元元年（1243年）に建立され、三潴郡大木町蛭池の三島明神は行西が伊豆国三島から勧請したものとされる。同様に、筑後市西牟田地区の三島宮（現在の三柱神社）、鷲寺地区の霊鷲寺、流地区の天満神社、正覺寺（現在は廃寺）等も行西の建立と伝えられている。

#### 元寇・弘安の役における西牟田氏
弘安の役の際には、西牟田彌次郎永家が他の九州御家人らとともに、建治2年（1276）3月より博多で陣地構築を行い、弘安4年（1281）7月には松浦湾の鷹島に駐留する10万の元軍を急襲し戦功を挙げ、肥前国神崎の荘園数か所を恩賞として賜っている。。

### 南北朝時代
南北朝時代になると西牟田彌次郎が宮方（南朝）として、武家（足利）方と戦っている。正平14年/延文4年（1359）7月の大保原合戦（筑後川の戦い）では西牟田讃岐守（西牟田左近入道とも）が、後醍醐天皇より九州経営のために遣わされた懐良親王を奉じて、菊池武光ら4万の官軍（南朝軍）とともに、少貮頼尚、大友氏時ら6万の武家（足利）方を打ち破っている。
また、西牟田氏の菩提寺・寛元寺は、南朝（宮方）の勝利祈願のための祈祷寺であった。寛元寺には、正平七年二月廿七日付の征西将軍宮（懐良親王のこと）の「令旨」が現存している。

### 室町・戦国時代

#### 大友氏の筑後支配に反旗を翻す
元中9年/明徳3年（1392年）に南北朝が統一されると、筑後では豊後国（大分県）の大友氏が勢力をふるった。かつて大友氏と激しく戦った西牟田氏も、「筑後十五城」と呼ばれる大友傘下の戦国大名に組み入れられた。
大友氏の筑後支配は苛斂誅求で筑後国人は大友氏の外征戦争では常に第一線に配置され、大友氏の親軍はその後方から督戦した。浮羽郡の問注所氏が秋月氏との戦いで全滅的損害を受けたり、日州（現在の宮崎県）耳川の戦いで蒲池鑑盛ら筑後国人の多くが討死したのはその例である。また、筑後の国人領主たちは、任官、叙位、家督相続までも全て大友家の決済を仰がねばならず、必要に応じて資金の提供も義務つけられていた。また、大友家の古くからの儀式である「八朔太刀馬の儀式」に貢物を持参しての参加も義務づけられ、筑後十五城の旗頭・蒲池鑑貞は、これを怠ったために府内に呼び出され誅殺されている。
西牟田氏は、大友氏の支配を快く思わず、しばしばこれに背いている。天文3年（1534）9月には、西牟田播磨守親毎・親氏父子が三池氏、溝口氏、辺春氏、肥後の小代氏、大野氏らとともに叛旗をひるがえしたが、大友義鑑の兵によって誅伐された。
天文19年（1550年）にも、西牟田播磨守鎮豊が肥後の菊池義武に呼応して、筑後の小山氏、三池氏、溝口氏らとともに反大友の軍事行動を起こしている。

#### 龍造寺氏に参陣し、大友、島津と戦う
天正6年（1578年）、佐賀の龍造寺隆信が肥前を平定し筑後へ進出してくると、西牟田鎮豊をはじめ筑後の国人領主の多くはその麾下に参じた。
しかし大友氏は、筑後の支配権を回復すべく、しばしば大軍を差し向けたので、筑後の国人領主たちは龍造寺氏と大友氏の間で揺れ動いた。このような中、西牟田氏は一貫して龍造寺側に立っている。西牟田氏は、西牟田城から生津城、続いて城島城と、より堅固な居城をつくって、侵攻してくる大友氏と戦った。
天正12年（1584年）、龍造寺氏が、島津・有馬の連合軍に島原半島で大敗すると、大友氏は失地回復の好機として、豊後から田原親家、朽網宗歴、志賀道輝らの率いる約7千を、筑前から戸次（立花）道雪・高橋紹運が率いる約5千の軍勢を筑後に送り込んできた。8月28日(諸説あり)、城島城に拠った西牟田新助家親・同新右衛門家和も大友軍の猛攻を受けた。西牟田家親は、直ちに佐賀へ援兵を要請すると同時に大友勢を迎え撃ち、大友方は道雪一族の立花鎮実（戸次右衛門大夫）を将として800の別働隊を率いて坂東寺に入り城島城を攻め、道雪は増援部隊も送ったが、西牟田家親と西牟田家和兄弟の率いる城兵がよく守り、龍造寺政家の援兵が到着したので、立花勢に100余りの死傷者を出して髙良山へ撤退させることに成功した。立花勢の大将、戸次右衛門太夫も、この時戦死したと多くの書物が記しているが、異説もある。
このときの勝利で、西牟田新助兄弟の勇名と城島城の堅固さとは、肥前・筑後・豊後のあいだに轟いたという。

#### 城島城落城と戦国大名としての西牟田氏の滅亡
天正14年（1586年）、今度は九州統一を目指す薩摩軍3万が筑後を目指し北上、同年6月には城島城を攻めた。西牟田兄弟は300余騎の城兵とともにこれを防いで戦ったが、ついに抗しきれず肥前へ落ちた。
西牟田兄弟が前年の大友勢との戦いの時のように徹底抗戦せず、島津氏へ居城を明け渡したのは、島津氏の猛攻もさることながら、既に龍造寺氏が島津氏と和睦していたからだとも考えられる。龍造寺氏（鍋島氏）は、島津氏と講和する一方で、豊臣秀吉と連絡を取り合っており、秀吉の九州下向を待って一気に島津を討つ方針であった。
龍造寺氏は秀吉軍とともに島津氏と戦い、筑後から島津氏の勢力を駆逐した。しかし九州平定後の秀吉は、明・朝鮮への出兵を見据えてか、「九州国割りの人事は、新旧交替の思いきった新しい方針」で臨んだ。このため、かつての「筑後十五城」の城主たちは、自らの領地へかえり咲くことはかなわなかった。ここに400年にわたる西牟田氏による西牟田支配も終焉することとなる。
西牟田新助、親右衛門兄弟は肥前佐賀へ移り、龍造寺氏（のち鍋島氏）に仕えた。

## 家臣・城館
西牟田氏の主だった一族・家臣の城館は、以下のようなものが確認されている。
蛭池館
西牟田家の一門で家老・牟田筑前守家村(西牟田家綱の庶子の家系）の居館（三潴郡蛭池村）
西古賀館
西牟田家の一門で家老・高橋次郎家次(西牟田隆家の二男の家系）の館（三潴郡西古賀村）
彌吉上総家宅
西牟田家の一門で家老・彌吉上総入道（西牟田公家の二男）の館（三潴郡口分田村）
西牟田館
西牟田家の家老・長松右京の館（三潴郡西牟田村）
本村館
西牟田家の家老・中弾正家照の館（三潴郡西牟田本村）
久保館
西牟田家家臣・久保氏の館（三潴郡久保村）
福間村館
西牟田家の家臣・田中大膳入道の館（三潴郡福間村）
石橋下野宅
西牟田家の家臣・石橋下野の館（三潴郡福間村）
草野別館
西牟田家の家臣・松浦右衛門佐の館（山本郡草野村）
笹渕居館
西牟田家の家臣・野間口常陸次郎の館（三潴郡笹渕村）
横溝居館
西牟田家の家臣・堀田左近の館（三潴郡横溝村）
内田源助館
西牟田家の与力・内田源助の館（三潴郡佐々渕本村）
西牟田氏の家臣については他に、蒲池鎮並の島津通謀を伝えた向井左京亮の向井氏などがある。江戸時代に城島の大庄屋を務めた冨安氏も西牟田氏の家臣であったと伝えられている。

## 累代

### 累代系統
（西牟田氏：藤原北家）
- 中関白藤原道隆
- 都督中納言道家
- 権中納言藤原家房
- 西牟田讃岐守家直（藤原家直）【初代】
- 西牟田太夫家實【二代】（吉田三郎）
- 西牟田彌次郎家守【三代】（吉田次郎）
- 西牟田彌次郎家綱【四代】[行西]
- 西牟田彌次郎家氏【五代】
- 西牟田彌次郎永家【六代】[浄西]
- 西牟田彌次郎有家【七代】[定西]
- 西牟田彌次郎家尚【八代】[長西]
- 西牟田讃岐守公家【九代】
- 西牟田播磨守為家【十代】
- 西牟田刑部大輔隆家【十一代】
- 西牟田左近将監重家【十二代】
- 西牟田播磨守親毎【十三代】
- 西牟田左衛門太夫親氏【十四代】
- 西牟田播磨守鎮豊【十五代】
- 西牟田紀伊守統賢【十六代】
- 西牟田新助家親【十七代】
- 西牟田孫兵衛房次（家親の長男・佐賀藩西牟田氏宗家）
- 西牟田隼人佑家次（家親の二男・佐賀諫早西牟田氏）
- 西牟田清兵衛家英（家親の三男・房次没後佐賀藩西牟田氏宗家を継ぐ）
- 西牟田内蔵丞景寛（房次の長男・佐賀蓮池藩西牟田氏）